# Arjen Lucassen
Arjen Anthony Lucassen (* 3. April 1960 in Hilversum, Niederlande) ist ein Rockmusiker, -Komponist und Multiinstrumentalist. Er war bisher an über 40 Alben beteiligt, arbeitet an mehreren eigenen Projekten und war Bandmitglied bei Vengeance. Bei seinen Solo-Projekten ist er als Komponist, Gitarrist, Bassist, Keyboarder und Produzent tätig und engagiert verschiedenste Musiker für Gastauftritte.

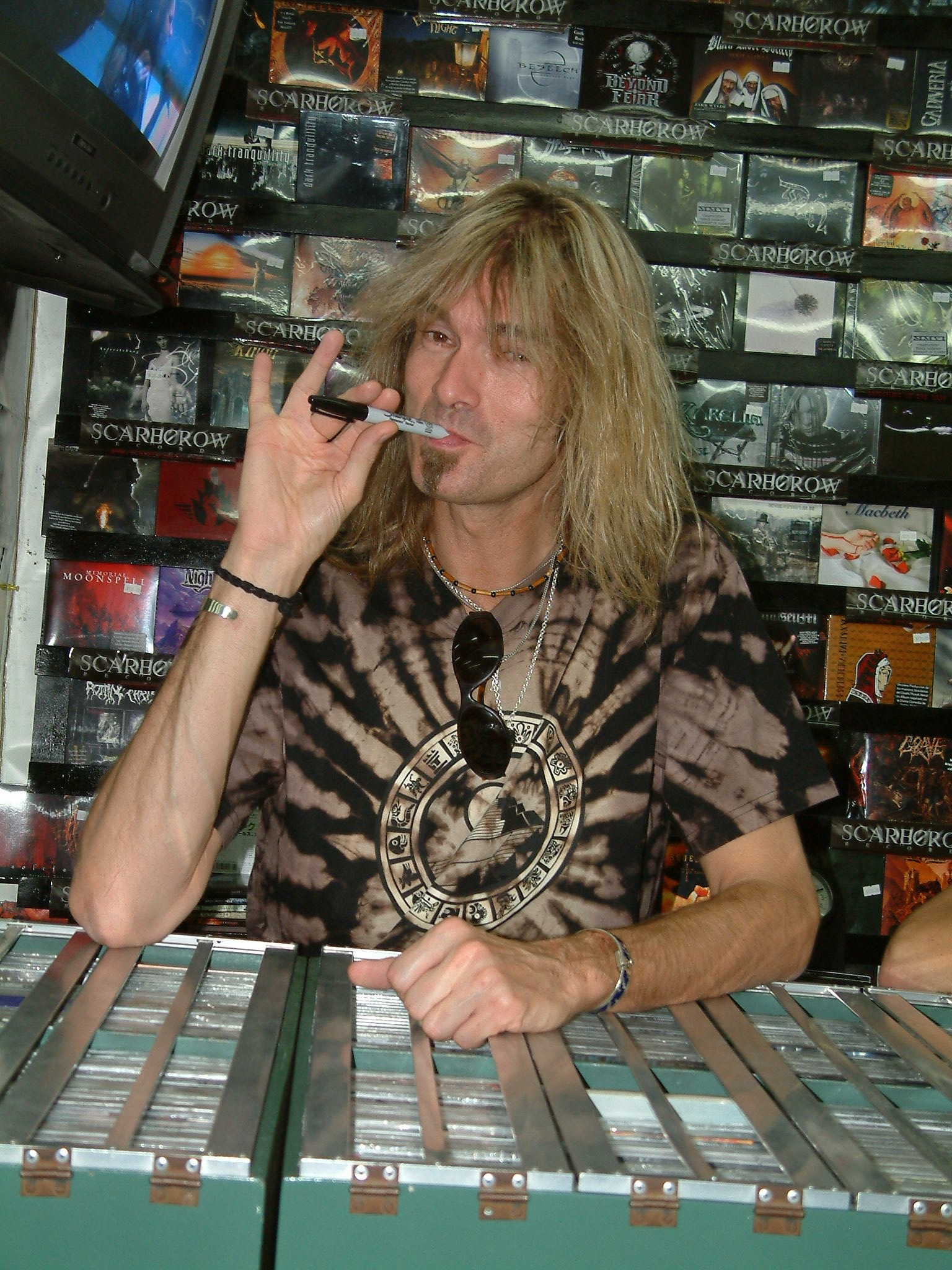
Arjen Lucassen 2006 bei einer Autogrammstunde.

## Kindheit und Jugend
Der über 2 Meter große Arjen Lucassen wurde in Hilversum geboren und wuchs in Den Haag auf. Nachdem er die Musik von The Sweet entdeckt hatte, begann er im Alter von 15 Jahren Gitarre zu spielen. Während seiner Highschool-Zeit war er in einer Band, die sich The Flying Potatoes (Die fliegenden Kartoffeln) nannte und Playbackauftritte zu Liedern von The Sweet und Slade absolvierte. Später war er noch Gitarrist in diversen kurzlebigen Bands und machte viele neue musikalische Erfahrungen. Aufgrund seiner Fixierung auf die Musik ließen seine schulischen Leistungen dermaßen nach, dass er der Schule verwiesen und in eine Einrichtung für Schwererziehbare eingewiesen wurde. Dort schaffte er seinen Abschluss.

## Soloveröffentlichungen
1993 veröffentlichte Lucassen unter dem Namen Anthony seine erste Solo-Platte Pools Of Sorrow, Waves Of Joy, die sich nicht in den Charts platzieren konnte. 2012 folgte mit Lost In The New Real eine zweite unter seinem eigenen Namen.

## Solodiskografie
- 1993 – Pools of Sorrow (als Anthony)
- 2012 – Lost in the New Real

## Projekte
Bodine war die erste professionelle Band, in der Lucassen vollberuflich als Gitarrist tätig war.
Weitere Projekte, die von ihm initiiert wurden, sind:
- Vengeance
- Ayreon
- Ambeon
- Star One
- Stream of Passion
- Guilt Machine
- The Gentle Storm (Projekt mit Anneke van Giersbergen)
- Supersonic Revolution

## Gastmusiker
Viele Musiker der unterschiedlichsten musikalischen Richtungen haben in den Songs von Lucassen mitgewirkt. Unter anderem waren es (in Klammern sind die jeweiligen „Stamm“-Bands angegeben):
- Mikael Åkerfeldt (Opeth)
- Russell Allen (Symphony X)
- Mike Baker (Shadow Gallery)
- Bob Catley (Magnum)
- Sharon den Adel (Within Temptation)
- Andi Deris (Helloween)
- „Fish“ Derek William Dick (Ex-Marillion)
- Bruce Dickinson (Iron Maiden)
- Johan Edlund (Tiamat)
- Heather Findlay (Ex-Mostly Autumn)
- Daniel Gildenlöw (Pain of Salvation)
- Ken Hensley (Ex-Uriah Heep)
- Timo Kotipelto (Stratovarius)
- Hansi Kürsch (Blind Guardian)
- James LaBrie (Dream Theater)
- Steve Lee (Gotthard)
- Neal Morse (Ex-Spock’s Beard, Transatlantic)
- Clive Nolan (Arena, Shadowland, Pendragon)
- Michael Romeo (Symphony X)
- Ralf Scheepers (Primal Fear)
- Simone Simons (Epica)
- Jasper Steverlinck (Arid)
- Devin Townsend (Strapping Young Lad)
- Anneke van Giersbergen (Ex-The Gathering, Agua de Annique)
- Ed Warby (Gorefest)
- Gary Wehrkamp (Shadow Gallery)
- Damian Wilson (Threshold)
- Floor Jansen (Ex-After Forever, Nightwish)
- Marco Hietala (Ex-Nightwish)

## Gastauftritte
Auf vielen Alben hat Arjen Lucassen als Gastmusiker (meist als Gitarrist) mitgewirkt.
- 1981: Pythagoras – After the Silence
- 1994: Alex Bollard – Pink Floyd Songbook
- 1995: Ian Parry – Thru the Looking Glass
- 1999: Peter Daltrey – Candy
- 2000: Within Temptation – Mother Earth
- 2003: Ars Nova – Biogenesis
- 2003: Gary Hughes – Once and future King – Part 1
- 2005: Shadow Gallery – Room V
- 2012: Avantasia – The Mystery of Time
- 2017: Ostura – The Room